# Триптофан
Триптофа́н (β-(β-индолил)-α-аминопропионовая кислота, сокр.: Три, Трп, Trp, W) — ароматическая альфа-аминокислота. Существует в двух оптически изомерных формах, L и D, и в виде рацемата (рацемической смеси) (DL).
L-триптофан является протеиногенной аминокислотой и входит в состав белков всех известных живых организмов. Относится к ряду гидрофобных аминокислот, поскольку содержит ароматическое ядро индола. Участвует в гидрофобных и стэкинг-взаимодействиях.

## История
Впервые в 1890 г. триптофан выделил из пищеварительного фермента трипсина и описал его свойства немецкий химик Рихард Ноймайстер и он же дал название аминокислоте. Греческий суффикс «фан» означает «указывающий на».

## Биосинтез
Триптофан в природе синтезируется через антранилат. В процессе биосинтеза антранилата промежуточными соединениями являются шикимат, хоризмат. Биосинтез антранилата рассмотрен в статье шикиматный путь. Четыре обратимые реакции составляют кратчайший путь преобразования антранилата в триптофан. Гены, ответственные за эти реакции, а также за необратимую реакцию образования антранилата из хоризмата, имеют название trp-гены и у бактерий объединены в триптофановый оперон.
Схематично строение триптофанового оперона Escherichia coli можно выразить записью:
—trpR—…—Промотор—Оператор—Лидер—Аттенуатор—trpE—trpD—trpC—trpB—trpA—Терминатор—Терминатор—
Стадии биосинтетического процесса хоризмат →→ триптофан:
1. Из хоризмата синтезируется антранилат. Донором аминогруппы выступает амидный азот глутамина либо аммоний. В результате реакции образуется также пируват. У Escherichia coli реакцию осуществляет компонент I антранилат-синтазы, продукт гена trpE.
2. Антранилат фосфорибозилируется фосфорибозилпирофосфатом с образованием фосфорибозилантранилата. В реакции высвобождается неорганический пирофосфат (в присутствии пирофосфатазы реакция протекает практически необратимо). У Escherichia coli реакцию осуществляет компонент II антранилат-синтазы, продукт гена trpD.
3. Фосфорибозилантранилат, претерпевая перегруппировку Амадори, изомеризуется в фосфорибулозилантранилат. У Escherichia coli реакция определяется фосфорибозилантранилат-изомеразной активностью индол-глицерол-фосфат-синтазы, являющейся продуктом гена trpC.
4. Циклизация фосфорибулозилантранилата, сопровождаемая декарбоксилированием-дегидратацией, приводит к индол-глицерол-фосфату. У Escherichia coli реакция определяется индол-глицерол-фосфат-синтазной активностью индол-глицерол-фосфат-синтазы, являющейся продуктом гена trpC.
5. Заместитель отщепляется в виде глицеральдегид-3-фосфата, происходит замена этого заместителя на другой трёхуглеродный заместитель, происходящий из молекулы L-серина. Реакция протекает через промежуточное образование незамещённого индола. Реакция пиридоксаль-зависима. У Escherichia coli реакцию осуществляет триптофан-синтаза субъединичного состава α2β2 (субъединица α — продукт гена trpA, субъединица β — продукт гена trpB)[3].

В природе триптофан синтезируют микроорганизмы, растения и грибы. Многоклеточные животные не способны синтезировать триптофан de novo. Для человека, как и для всех Metazoa, триптофан является незаменимой аминокислотой и должен поступать в организм в достаточном количестве с белками пищи.

## Катаболизм
Катаболические превращения L-триптофана в организме человека:
Триптофан→N-формилкинуренин→кинуренин→3-гидроксикинуренин→3-гидроксиантранилат
N-формилкинуренин→N-формилантранилат→антранилат→3-гидроксиантранилат
Кинуренин→антранилат→3-гидроксиантранилат
3-Гидроксиантранилат→2-амино-3-карбоксимуконат-семиальдегид→2-аминомуканат-семиальдегид→2-аминомуконат→2-кетоадипат→глутарил-КоА→кротонил-КоА→(S)-3-гидроксибутаноил-КоА→ацетоацетил-КоА→ацетил-КоА

## Метаболиты

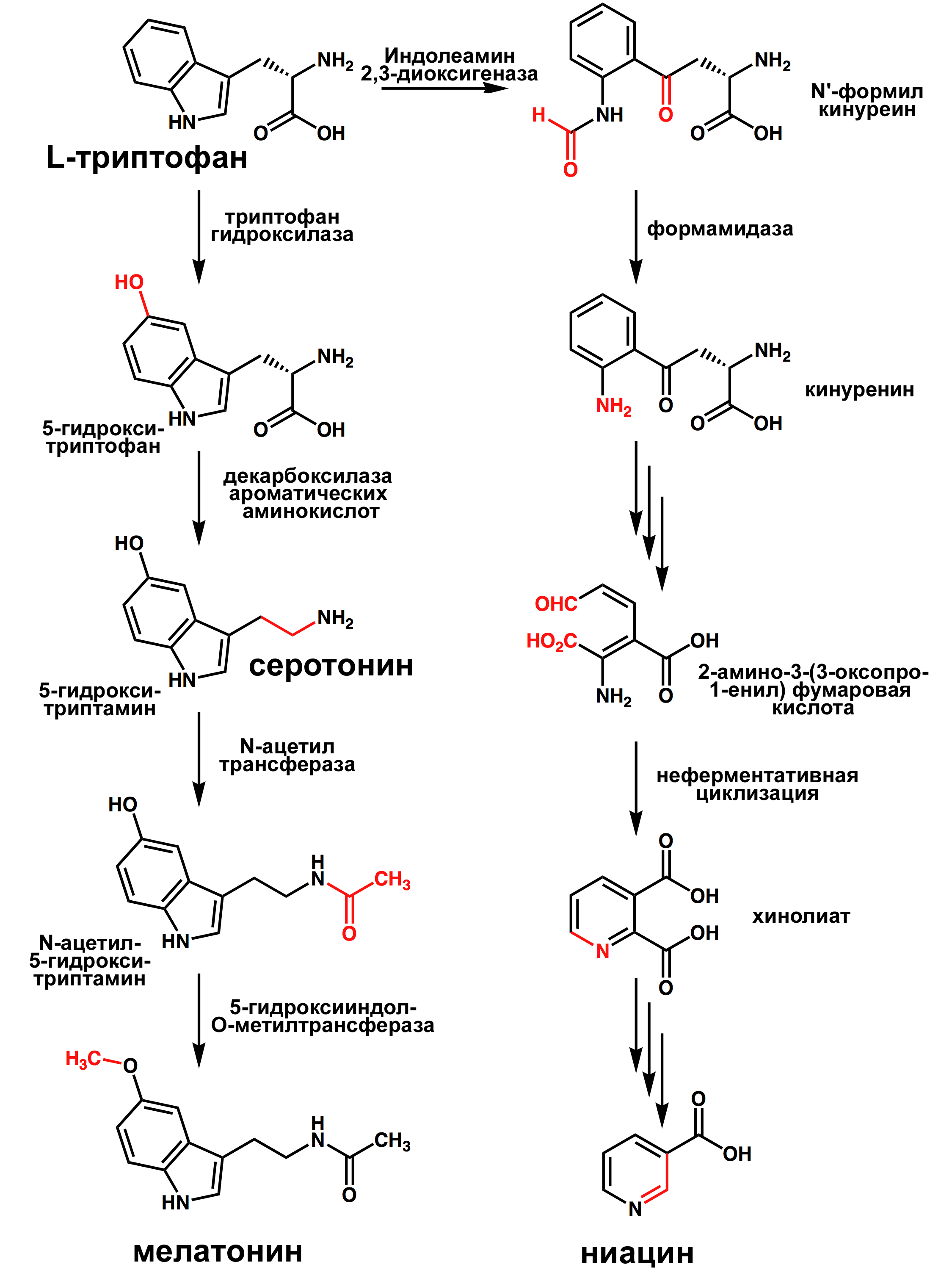
Синтез ниацина, мелатонина и серотонина из триптофана

Триптофан является биологическим прекурсором серотонина (из которого затем может синтезироваться мелатонин) и ниацина (см. рисунок).
Часто гиповитаминоз по витамину B3 сопряжён с недостатком триптофана.
Также триптофан является биохимическим предшественником индольных алкалоидов. Например, триптофан→триптамин→N,N-диметилтриптамин→псилоцин→псилоцибин
Метаболит триптофана — 5-гидрокситриптофан (5-HTP) был предложен в качестве средства для лечения эпилепсии и депрессии, но клинические испытания не дали окончательных результатов. 5-HTP легко проникает через гематоэнцефалический барьер и, кроме того, быстро декарбоксилируется в серотонин (5-гидрокситриптамин, или 5-HT).
В связи с преобразованием 5-HTP в серотонин в печени есть значительный риск появления пороков сердца из-за влияния серотонина на сердце.

## Способы получения и производство триптофана

### Химический синтез
Индол аминометилируют формальдегидом и диметиламином по методу Манниха. Полученный 3-диметиламинометилиндол конденсируют с метиловым эфиром нитроуксусной кислоты, что приводит к метилату 3-индолилнитропропионовой кислоты. Затем восстанавливают нитрогруппу до аминогруппы. После щелочного гидролиза эфира получают D,L-триптофан обычно в форме натриевой соли. В триптофане, полученном химическим синтезом, обнаруживаются примеси токсичных соединений. Синтетический триптофан добавляют в комбикорма для животных.

### Химико-ферментативный синтез
У микроорганизмов, в том числе и у Escherichia coli, известен пиридоксальзависимый фермент триптофан-индол-лиаза (триптофаназа КФ 4.1.99.1, продукт гена tnaA). Функция этого фермента заключается в поддержании равновесия:
триптофан + вода ⇋ индол + пируват + аммоний.
Благодаря этому триптофан может быть получен ферментативной конденсацией индола, пировиноградной кислоты и аммиака.

### Микробиологический синтез
В промышленном производстве L-триптофана обычно используются штаммы дрожжей Candida utilis, дефектные по aro-генам и, как следствие, ауксотрофные по фенилаланину и тирозину. Исходным сырьём обычно служит относительно дешёвая синтетическая антраниловая кислота, что является целесообразным по нескольким причинам. Во-первых, это упрощает и удешевляет процесс, а во-вторых, позволяет обойти механизмы регуляторного контроля (целевой продукт триптофан оказывает ингибирующее действие на антранилатсинтазу). В присутствии минимальных, не вызывающих регуляторных эффектов, количеств фенилаланина и тирозина мутанты Candida utilis переводит вводимую в культуральную среду антраниловую кислоту в L-триптофан.
Исходным сырьём в микробиологическом производстве триптофана может служить также синтетический индол. Процесс зависит от активности триптофан-синтазы и доступности серина.

## Пищевые источники триптофана
Триптофан является компонентом пищевых белков. Наиболее богаты триптофаном такие продукты, как сыр, рыба, мясо, бобовые, творог, овёс, арахис, кунжут, кедровый орех, молоко, йогурт.
Триптофан присутствует в большинстве растительных белков, особенно им богаты соевые бобы. Очень малое количество триптофана содержится в кукурузе, поэтому питание только кукурузой приводит к нехватке этой аминокислоты и, как следствие, к пеллагре. Арахис является отличным источником триптофана, однако в арахисе его меньше, чем в продуктах животного происхождения.
Мясо и рыба содержат триптофан неравномерно: белки соединительной ткани (коллаген, эластин, желатин) не содержат триптофан.

### Таблица содержания триптофана в продуктах
| № п/п | продукт                  | в мг на 100 г |
| ----- | ------------------------ | ------------- |
| 1     | красная икра             | 960           |
| 2     | чёрная икра              | 910           |
| 3     | сыр голландский          | 780           |
| 4     | миндаль                  | 630           |
| 5     | кешью                    | 600           |
| 6     | соевые бобы              | 600           |
| 7     | сыр плавленый            | 500           |
| 8     | кедровые орехи           | 420           |
| 9     | халва                    | 360           |
| 10    | мясо кролика, индейки    | 330           |
| 11    | кальмары                 | 320           |
| 12    | ставрида                 | 300           |
| 13    | семечки подсолнуха       | 300           |
| 14    | фисташки                 | 300           |
| 15    | курица                   | 290           |
| 16    | арахис                   | 285           |
| 17    | горох, фасоль            | 260           |
| 18    | сельдь                   | 250           |
| 19    | телятина                 | 250           |
| 20    | говядина                 | 133           |
| 21    | лосось                   | 220           |
| 22    | треска                   | 210           |
| 23    | баранина                 | 210           |
| 24    | творог жирный            | 210           |
| 25    | яйца куриные             | 200           |
| 26    | минтай                   | 200           |
| 27    | шоколад                  | 200           |
| 28    | свинина                  | 190           |
| 29    | творог нежирный          | 180           |
| 30    | карп                     | 180           |
| 31    | палтус, судак            | 180           |
| 32    | крупа гречневая          | 180           |
| 33    | пшено                    | 180           |
| 34    | окунь морской            | 170           |
| 35    | скумбрия                 | 160           |
| 36    | крупа овсяная            | 160           |
| 37    | курага                   | 150           |
| 38    | грибы                    | 130           |
| 39    | крупа ячневая            | 120           |
| 40    | крупа перловая           | 100           |
| 41    | хлеб пшеничный           | 100           |
| 42    | картофель жаренный       | 84            |
| 43    | финики                   | 75            |
| 44    | рис отварной             | 72            |
| 45    | картофель отварной       | 72            |
| 46    | хлеб ржаной              | 70            |
| 47    | чернослив                | 69            |
| 48    | зелень (укроп, петрушка) | 60            |
| 49    | свекла                   | 54            |
| 50    | изюм                     | 54            |
| 51    | капуста                  | 54            |
| 52    | бананы                   | 45            |
| 53    | морковь                  | 42            |
| 54    | лук                      | 42            |
| 55    | молоко, кефир            | 40            |
| 56    | помидоры                 | 33            |
| 57    | абрикосы                 | 27            |
| 58    | апельсины                | 27            |
| 59    | гранат                   | 27            |
| 60    | грейпфрут                | 27            |
| 61    | лимон                    | 27            |
| 62    | персики                  | 27            |
| 63    | вишня                    | 24            |
| 64    | клубника                 | 24            |
| 65    | малина                   | 24            |
| 66    | мандарины                | 24            |
| 67    | мёд                      | 24            |
| 68    | сливы                    | 24            |
| 69    | огурцы                   | 21            |
| 70    | кабачки                  | 21            |
| 71    | арбуз                    | 21            |
| 72    | виноград                 | 18            |
| 73    | дыня                     | 18            |
| 74    | хурма                    | 15            |
| 75    | клюква                   | 15            |
| 76    | яблоки                   | 12            |
| 77    | груши                    | 12            |
| 78    | ананасы                  | 12            |

## Нарушения обмена

### Семейная гипертриптофанемия
Семейная гипертриптофанемия — редкое аутосомно-рецессивное наследственное заболевание, нарушение обмена веществ, которое приводит к накоплению триптофана в крови и выведению его с мочой (триптофанурия).

### Болезнь Хартнупа
Причиной заболевания является нарушение активного транспорта триптофана через кишечную стенку, вследствие чего усиливаются процессы его бактериального разложения и образования индольных продуктов, таких как индол, скатол.

### Синдром Тада
Наследственное заболевание, связанное с нарушением превращения триптофана в кинуренин. При заболевании наблюдается повреждение ЦНС и нанизм. Заболевание впервые описано К. Тада в 1963 году.

### Синдром Прайса
Генетическое заболевание, причиной которого является нарушение превращения кинуренина в 3-гидрокси-L-кинуренин (за реакцию ответственна NADP-зависимая L-кинуренин-3-гидроксилаза КФ 1.14.13.9). Заболевание проявляется повышенной экскрецией кинуренина с мочой, а также склеродермией.

### Индиканурия
Индиканурия — повышенное содержание в моче индикана. Причиной может являться непроходимость кишечника, из-за чего в нём начинают усиленно протекать гнилостные процессы.

## Триптофан и синдром эозинофилии-миалгии
В конце 1980-х в США и некоторых других странах отмечалась очень большое число случаев синдрома эозинофилии — миалгии. Огласке эта проблема подверглась в 1989, после того как личные врачи трёх американок, обсудив между собой ситуацию, подняли тревогу. Впоследствии масштаб той вспышки оценили как приблизительно равный 60 000 случаев, из которых около 1500 случаев привели к инвалидизации и не менее 27 закончились смертельным исходом.
Было установлено, что практически все заболевшие принимали L-триптофан японского производителя Showa Denko. Этот триптофан производился при помощи нового специально разработанного штамма генетически изменённых микроорганизмов. При расследовании были взяты образцы препарата из нескольких партий триптофана. В этих образцах выявили более 60 различных примесей. Эти примеси, среди которых особенно подозрительными оказались EBT (1,1'-ethylidene-bis-L-tryptophan) и MTCA (1-methyl-1,2,3,4-tetrahydro-beta-carboline-3-carboxylic acid), тщательно исследовались, но ни у одной из них не выявили способность вызывать такие серьёзные нарушения здоровья, как синдром эозинофилии-миалгии.
Рассматривалась также возможность того, что синдром эозинофилии-миалгии может вызываться самим L-триптофаном при его избыточном поступлении в организм. Эксперты пытались оценить вероятность того, что метаболиты триптофана могут тормозить деградацию гистамина, а избыточный гистамин может способствовать воспалительным процессам и развитию синдрома эозинофилии-миалгии. Несмотря на все предпринятые усилия, так и не удалось достоверно установить, что именно вызывало эозинофилию-миалгию у людей, принимавших триптофан.
Усиление контроля оборота триптофана, в том числе запрет на ввоз импортного триптофана, привело к резкому снижению случаев синдрома эозинофилии-миалгии. В 1991 году в США большая часть триптофана была не пущена в продажу, другие страны также последовали этому примеру. В феврале 2001 FDA ослабил ограничения, но все же выразил беспокойство:
«Based on the scientific evidence that is available at the present time, we cannot determine with certainty that the occurrence of EMS in susceptible persons consuming L-tryptophan supplements derives from the content of L-tryptophan, an impurity contained in the L-tryptophan, or a combination of the two in association with other, as yet unknown, external factors.»
Перевод:
«Опираясь на научные данные, которыми мы в настоящее время располагаем, мы не можем с уверенностью ответить на вопрос, что вызывает эозинофилию-миалгию у восприимчивых людей, употребляющих L-триптофан. Мы не можем сказать, способен ли вызвать эозинофилию-миалгию сам L-триптофан, или же примесь, содержавшаяся в L-триптофане, или комбинации L-триптофана, примесей с другими, пока ещё неизвестными факторами».

## Триптофан и иммунная система
Индоламин-2,3-диоксигеназа (изозим триптофан-2,3-диоксигеназы) активируется во время иммунной реакции, чтобы ограничить доступность триптофана для клеток, инфицированных вирусом, или раковых клеток.

## Триптофан и продолжительность жизни
Опыты на крысах показали, что диета с пониженным содержанием триптофана увеличивает максимальную продолжительность жизни, но также увеличивает смертность в молодом возрасте.

## Триптофан и сонливость
Сонливость, которая наблюдается после употребления мяса индейки (актуально в США, где индейку традиционно употребляют на День благодарения и Рождество), связывают с действием мелатонина, образующегося из триптофана. Существует заблуждение, что индейка содержит очень большое количество триптофана. Индюшатина действительно содержит много триптофана, но его содержание приблизительно такое же, как и во многих других мясных продуктах. Хотя механизмы возникновения сонливости действительно связаны с обменом триптофана, её причиной является общая высокая калорийность и высокое содержание углеводов в пище, которая вызывает сонливость, а не повышенное содержание в ней триптофана.

## Флуоресценция
Триптофан обладает наиболее сильной флуоресценцией среди всех 20 протеиногенных аминокислот. Другие две ароматические аминокислоты, способные к флуоресценции (но в гораздо меньшей степени): тирозин и фенилаланин. Триптофан поглощает электромагнитное излучение с длиной волны 280 нм (максимум) и сольватохромно излучает в диапазоне 300—350 нм, в зависимости от молекулярного окружения триптофана. Этот эффект имеет значение для изучения конформации белков. Остатки триптофана, находящиеся в гидрофобном окружении в центре белка, дают смещение спектра его флуоресценции на 10—20 нм в коротковолновую сторону (значения, близкие к 300 нм). Если остатки триптофана расположены на поверхности белка в гидрофильном окружении, то излучение белка смещается в сторону длинных волн (близко к 350 нм).  pH раствора также оказывает влияние на флуоресценцию триптофана. Так, при низких значениях pH присоединение атома водорода к карбоксильным группам соседних с триптофаном аминокислот может уменьшать интенсивность его флуоресценции (эффект гашения). Интенсивность флуоресценции триптофана можно значительно повысить, поместив его в органический растворитель, например, ДМСО. Взаимодействие индольного ядра с азотистыми основаниями нуклеиновых кислот приводит к уменьшению интенсивности флуоресценции, что позволяет установить роль этой аминокислоты в протеин-нуклеиновых взаимодействиях.

## Аналоги триптофана
Синтетический 7-азатриптофан из-за структурного сходства с триптофаном может быть ошибочно использован белоксинтезирующей системой вместо триптофана.

## Применение
Гипотеза о том, что при депрессивных расстройствах уменьшается содержание в мозге серотонина, привела к терапевтическому использованию L-триптофана при депрессии. Он применяется как в качестве монотерапии, так и в сочетании с традиционными антидепрессантами.
Имеются данные контролируемых испытаний, согласно которым добавление L-триптофана может усиливать терапевтический эффект антидепрессантов группы ИМАО. Назначение L-триптофана рекомендуется для дополнительного потенцирования серотонинергических эффектов комбинаций «литий + ИМАО» и «литий + кломипрамин»(«серотониновый коктейль»).
Также L-триптофан используется при обсессивно-компульсивном расстройстве. Дополнительное введение L-триптофана в дозе 6—8 г в сутки особенно оправдано при снижении синтеза или истощении запасов серотонина, например вследствие длительного применения серотонинергических антидепрессантов. При этом у части больных терапевтический эффект L-триптофана при длительном лечении склонен истощаться.
Кроме того, препараты L-триптофана назначаются при расстройствах сна, чувстве страха и напряжения, дисфории, предменструальном синдроме. Показаниями к применению также являются комплексная терапия больных с алкогольной, опиатной и барбитуратной зависимостью с целью нивелирования проявлений абстинентного синдрома, лечение острой интоксикации этанолом, лечение биполярного аффективного расстройства и депрессии, связанной с менопаузой. Применение при беременности и в период лактации (грудного вскармливания) не рекомендуется. Биодоступность при пероральном приёме составляет более 90 %.
Побочными действиями L-триптофана являются гипотензия, тошнота, поносы и рвота, анорексия. Кроме того, он вызывает сонливость днём, а если принимать его вечером — может улучшать ночной сон. Сочетанное применение серотонинергических антидепрессантов и L-триптофана может вызывать серотониновый синдром. При сочетанном применении триптофана и антидепрессантов группы ИМАО возможны возбуждение ЦНС, спутанность сознания (следует снизить дозу триптофана).
Триптофан также применяется для сбалансирования кормов для животных.